# Jarl Malmgren
Jarl Malmgren (Karis, 12 september 1908 – 12 juni 1942) was een voetballer uit Finland, die speelde als middenvelder voor HIFK Helsinki en VIFK Vasa gedurende zijn carrière. Hij overleed op 33-jarige leeftijd.

## Interlandcarrière
Malmgren speelde in totaal 31 interlands voor Finland in de periode 1928–1938, en scoorde zes keer voor de nationale ploeg. Hij vertegenwoordigde zijn vaderland bij de Olympische Spelen van 1936 in Berlijn, Duitsland, waar Finland in de eerste ronde werd uitgeschakeld na een 7-3 nederlaag tegen Peru. Doelpuntenmakers namens Finland waren Ernst Grönlund, Pentti Larvo en William Kanerva.

## Erelijst
HIFK Helsinki
- Landskampioen

1930, 1931, 1933, 1937